# Idaea contiguaria
Idaea contiguaria is een vlinder uit de familie spanners (Geometridae). De wetenschappelijke naam is voor het eerst geldig gepubliceerd in 1799 door Hübner.
De soort komt voor in Europa.